# Андре, Аэлита
Аэли́та Андре́ (англ. Aelita Andre; род. 9 января 2007) — австралийская художница-абстракционистка, известна своим сюрреалистическим стилем живописи и юным возрастом. Она начала рисовать в возрасте девяти месяцев. В возрасте двух лет её работа была показана публично на групповой выставке, а её персональная выставка под названием «Чудо цвета» состоялась в Нью-Йорке в 2011 году. Кроме того, она является зарегистрированным членом Национальной ассоциации визуальных искусств Австралии.

## Биография
Аэлита родилась 9 января 2007 года в Австралии. Она живёт в Мельбурне вместе с родителями. Её отец, австралиец Майкл Андре — художник. Мать Аэлиты, фотограф Ника Калашникова, — русская.
Рисование было увлечением родителей девочки. С первых дней жизни Аэлита видела, как они рисуют на холсте, лежащем на полу под ногами. Однажды её отец расстелил на полу очередной холст, девочка доползла до него и начала размазывать по холсту краски с таким энтузиазмом, что отец разрешил ей продолжить. Когда девочке был год и десять месяцев, мать Аэлиты показала некоторые из её работ своему знакомому Марку Джеймисону — директору мельбурнской галереи Brunswick, но не сказала ему, кто является автором работ. Джеймисон оценил несколько картин и решил представить их на групповой выставке. Он начал печатать приглашения и размещать рекламу в журналах Art Almanac и Art Collector. Значительно позже он узнал, что художница является дочерью Ники Калашниковой и ей меньше двух лет. Мать и отец девочки не собирались вводить в заблуждение владельца галереи. Они просто хотели избежать предвзятости при оценке работ Аэлиты. «Я был потрясен и немного смутился», — сказал Джеймисон, — «но решил продолжить выставку».
Первая персональная выставка Аэлиты «The Prodigy of Color» прошла в Нью-Йорке в «Agora Gallery» в июне 2011 года в районе Челси. Были представлены 24 её картины, стоимость каждой была от 4,4 до 10 тысяч долларов. Пресса прозвала её «малышкой Пикассо» (англ. «Pee-wee Picasso») после того, как девять картин Аэлиты были проданы на общую сумму более 30 тысяч долларов. Согласно ВВС, эти продажи сделали четырёхлетнюю девочку самой юной профессиональной художницей на планете. Картины Аэлиты побывали в персональных выставках и шоу в США, Гонконге и России. Наиболее высокую цену — 24 тысячи долларов за одну из её картин была выплачена в Гонконге. Аэлиту Андре художественные критики сравнивают с такими выдающимися художниками как Джексон Поллок, Сальвадор Дали и Пабло Пикассо.
Одно и самых важных достижений в карьере — персональная выставка в сентябре-октябре 2016 года под названием «Музыка Бесконечности», которая состоялась в Голубом зале Научно-исследовательского музея при Российской академии художеств в Санкт-Петербурге. На выставке было представлено более 50 работ Аэлиты Андре. Также были продемонстрированы звуковые картины, в которых Аэлита соединила живопись и звук, создав при этом новый революционный подход к восприятию изобразительного искусства, назвав это движение «Магическим экспрессионизмом».

## Особенности творчества
Родители Аэлиты поддерживают дочь. Они обеспечили юную художницу необходимым для занятий живописью и оборудовали для неё современную мастерскую. Для мастерской родители купили краски (и даже блёстки). Аэлита пишет свои картины в стиле экспрессивного абстракционизма.
Маленькая австралийская художница с помощью акриловых красок помещает на полотна трёхмерные объекты, среди них: кору, ветки, перья, фигурки динозавров и шарики, смешивает цвета и текстуры. Однажды её мать искала новые металлические губки для мытья посуды, она случайно обнаружила их на холсте. Аэлита заявила матери: «Мама, это острова, не трогай их».
Аэлита Андре сама определяет место и время для занятия живописью. Иногда такое желание у неё возникает даже ночью. В процессе творчества Аэлита Андре может отвлечься от работы, но спустя некоторое время девочка возвращается к начатому произведению. Много раз специалисты предлагали обучать Аэлиту живописи, но родители возражали против этого: «Если, когда подрастет, она захочет пойти к какому-нибудь преподавателю — пожалуйста. Но сейчас нельзя трогать её природное чутьё, оно ещё так хрупко. Если давить на ребёнка, можно отбить всякий интерес к творчеству. В обществе принято несерьёзно относиться к детям. Но присмотритесь: они намного чувствительнее, во многих ситуациях даже умнее нас».
Картины Аэлиты Андре получили всемирное признание. Художественные критики и специалисты в сфере искусства оценили полотна девочки как высокохудожественные. По их мнению, в работах Аэлиты большую роль играют движение и цвет, композиция и непосредственность.

### Критика
Некоторые критики высказывали сомнения насчёт полного авторства картин художницы. По их мнению, к шедеврам мог «приложить руку» кто-то из родителей. Ника и Майкл отрицают это и утверждают, что их дочь одержима живописью и они не вмешиваются в её процесс творения.